# Муньєйра
Муньє́йра (гал. muiñeira, ісп. muñeira від гал. muineira «млин») — галісійський народний танець, поширений у іспанській автономії Галісія, а також у іспанців автономної області Астурія з музичним розміром 6/8.

## Виконання танцю
Танцюють муньєйру зі здійнятими вгору руками, головний танцювальний крок має назву пасео (гал. paseo). Муньєйра є переважно інструментальним танцем, що як і сардана, має незмінний постійний музичний розмір — 6/8.
Муньєйра може складатися з 2 або більше частин. Давніші варіанти, зазвичай, були двохчастинні, новіші — можуть мати більше двох частин.
Муньєйра виконується у традиційних костюмах, під акомпанемент музичних інструментів — волинки (ґайта гальєго та ісп. gaita), бубна (пандейро, пандейрета/пандеро гал. pandeiro,pandeireta, ісп. pandero), маленького барабана (тамборіль гальєго та ісп. tamboril) тощо, також часто супроводжується співами.
Муньєйрою називається також і жвава мелодія, під яку виконується танець.

## Історична довідка
Муньєйра вважається достатньо давнім танцем, успадкованим галісійцями від кельтоіберійців. На користь цього промовляє й традиційний вигук — атурушо (гал. aturuxo), сильний, протяжний і різкий, яким оточуючі супроводжують танець, підбадьорюючи танцюючих, і який має кельтське походження — правив за бойовий клич, з яким у давні часи ішли в атаку на ворога. Однак перші документально підтверджені свідчення про муньєйру стосуються лише XVI століття. 
Етимологія назви муньєйра від слова «млин» дала змогу деяким дослідникам стверджувати, що початково танець був популярним у середовищі мірошників. За іншою, як видається, слушнішою версією походження танцю — муньєйра отримала свою назву від місця, тобто млина і прилеглої території, де зазвичай влаштовувалися сільські вечірки з танцями. 
Муньєйра — танець як святковий, так і посвсякденний (наприклад, виконувався на вечірках після трудового дня).

## Поширення і види
Муньєйра є суто галісійським танцем, але відома також і в Астурії. Відомі локальні варіанти танцю, наприклад муньєйра провінції Луґо.
Виділяють два основних вида муньєйри:
- стара муньєйра (гал. muiñeira vella) — завжди зі співами і в супроводі гри на бубні-пандейреті.

- нова муньєйра (гал. muiñeira nova) — своїм походженням завдячує професійній музичній культурі і носить інструментальний характер, подеколи має прелюдію.